# 真相与和解委员会 (南非)
真相与和解委员会（英語：Truth and Reconciliation Commission，簡稱），是1995年11月29日成立的南非社会调解组织，在南非種族隔離制度瓦解後促成，總部位於開普敦。成立時委员会主席为南非诺贝尔和平奖得主南非圣公会大主教德斯蒙德·图图。

## 成立和職能
真相與和解委員會根據1995年第34號《促進民族團結與和解法》成立。委員會的任務是見證、紀錄並在某些情況下赦免侵犯人權罪的加害者，並且賠償受害者、提供創傷康復治療。真相與和解委員建立了和解登記冊，供一般南非人表達對於過去的悔意。:219

## 組織架構
真相與和解委員會下分三個委員會：
- 侵犯人權委員會：調查1960年至1994年間發生的侵犯人權事件。
- 賠償和恢復委員會：幫助受害者恢復尊嚴，制訂協助恢復的建議。
- 特赦委員會：審議根據法規申請的個人特赦。[5]

## 聽證會
侵犯人權委員會、特赦委員會的公開聽證會在南非各地舉行，例如開普敦（西開普大學）、約翰尼斯堡（中央衛理公會）、蘭德堡（瑞瑪聖經教會）。
真相與和解委員會有權特赦在種族隔離時代犯下暴行的人，前提為：一、罪行出於政治動機，在限度之內；二、特赦申請者充分揭露了真相。為避免勝者的正義，兩造都必須出席委員會。委員會聽取侵犯人權行為的報告，並且審議來自各方的特赦申請。

### 數據
委員會發現高達19,050名嚴重侵犯人權行為的受害者，並且透過特赦申請確定了另外2,975名受害者。委員會報告這些數字時，對於賠償申請和特赦申請的受害者幾乎沒有重疊表示相當遺憾。共有5,392份特赦申請被拒絕，7,111份（包括「撤回」類別）中僅批准了849份。

## 意義
真相與和解委員會強調「和解」，與紐倫堡審判等去納粹化措施形成了鮮明對比。南非首個聯合政府選擇了寬恕而非起訴，賠償而非報復。恢復性司法的功效眾說紛紜。奧蘭多·倫蒂尼（義大利語：Orlando Lentini）的研究納入了三組群體的意見：英屬非洲人、南非白人和科薩人。根據這份研究，所有參與者都認為真相與和解委員會有效披露真相，但是有效的程度不同。某些人認為程序不完全準確，因為許多人會說謊，以獲得特赦、避免惹上麻煩（委員會斟酌罪行的嚴重性給予特赦）；某些人認為，訴訟讓他們想起過去發生的可怕事件，他們一直在努力忘記這些事情。因此，真相與和解委員會是否能實現目標仍值得商榷。

## 媒體報導
聽證會最初不公開，但在23個非政府組織介入後，媒體獲得了聽證會的報導權。1996年4月到1998年6月，聽證會在每週日的《真相委員會特別報導》節目播出。節目主持人為南非荷蘭語記者馬克斯·杜·普雷茲，《維萊週報》的前編輯。

## 外部連結
- 真相與和解委員會官方網站（英文）
- 「真相的軌跡」：真相與和解委員會文件（英文）